# زمین‌لرزه ۱۳۸۹ دامغان
در تاریخ ۵ شهریور ۱۳۸۹ در ساعت ۲۳:۵۳ دقیقه زمین‌لرزه‌ای به بزرگی ۵٫۹ یا ۵٫۷ ریشتر شهرستان دامغان را لرزاند. این زمین‌لرزه علاوه بر استان سمنان در بخش‌هایی از استان‌های تهران و مازندران نیز احساس شد.

## شدت و موقعیت
مرکز لرزه‌نگاری کشوری مؤسسه ژئو فیزیک دانشگاه تهران موقعیت جغرافیایی مرکز این زمین‌لرزه را ۳۵ درجه و ۴۹ دقیقه عرض شمالی و ۵۴ درجه و ۴۷ دقیقه طول شرقی در ۲۷۸ کیلومتری شرق تهران و ۹۸ کیلومتری شرق سمنان در محلی موسوم به بارانداز میانه از توابع استان سمنان اعلام کرد که در ساعت ۲۳ و ۵۳ دقیقه و ۵۰ ثانیه به وقوع پیوسته است. این مرکز شدت این زلزله را ۵٫۹ ریشتر و مرکز تحقیقات زمین‌شناسی آمریکا ۵٫۷ ریشتر اعلام کردند.
در پی این زمین‌لرزه، در حدود ۷۵ پس لرزه در این منطقه ثبت شد که بزرگ‌ترین آن به بزرگی ۴٫۹ریشتر در بامداد شنبه ۶ شهریور ۱۳۸۹ رخ داد.

مرکز زمین‌لرزه در نزدیکی روستای کوه‌زر

## خسارات
این زمین‌لرزه به چند روستا آسیب رسانده و ۴ کشته و ۱۹ زخمی بر جای گذاشت. بیشترین آسیب‌ها به ۸ روستای دهستان قهاب رستاق شامل کوه‌زر، توچاهی، شیمی، حسینان، کلو، سلم‌آباد، معلمان و رشم و نیز ۵ روستای دهستان طرود شامل طرود، سرتخت، بیدستان، مهدی‌آباد و سطوه وارد شد. در حدود یک هزار واحد مسکونی در این روستاها بین ۳۰ تا ۱۰۰ درصد تخریب شده‌اند.